# Korda György
Korda György, születési nevén Klein György (Budapest, 1939. január 4. –) Artisjus, eMeRTon és Fonogram-díjas magyar énekes. Több mint hat évtizedes pályafutással a háta mögött a magyar tánczene egyik legismertebb előadója, emellett mint televíziós pókerközvetítő is sikeres, amivel nemcsak saját, hanem a játék népszerűségét is növelte. Balázs Klári énekesnő férje.

## Élete
A Dob utcában született Klein József és Faragó Margit (1914–1993) gyermekeként. Túlélte a zsidóüldözést, a második világháború után a Kertész utcai általános iskolában tanult, majd a Petrik Lajos Vegyipari Technikum diákja lett, amit sikeresen el is végzett. Szülei elváltak, az apai nagyszülők és nagynénik nevelték.
1958-ban az érettségi után jelentkezett a Színház és Filmművészeti Főiskolára. Ekkor változtatta meg édesapja javaslatára a vezetéknevét. A felvételi vizsga során a Várkonyi Zoltán által vezetett vizsgabizottság előtt a harmadik rostavizsgáig jutott. A sikertelen vizsga után néhány hónapig segédmunkás volt a Budafoki úti Kábel- és Sodronykötélgyárban, majd sorkatona volt Békéscsabán.
Vécsey Ernő tanítványaként először 1958-ban lépett színpadra, első sikerét a Szeretni kell című dallal aratta. Még katonai szolgálata előtt házasodott össze Kovács Ibolya operettprimadonnával, de a házasság „érdemi része” rövid ideig, papíron viszont több mint húsz évig tartott.
Az 1960-as évek elején az ország egyik legnépszerűbb énekese volt. A beat térhódítása a „hagyományos” táncdalstílusnak nem kedvezett, ő mégis azok közé tartozott, akik meg tudtak maradni a pályán. Népszerűsége megtartásában, növelésében sokat jelentettek a televízió és a rádió által is közvetített táncdal- és egyéb fesztiválok, versenyek. Sok olasz sláger hazai adaptációjának előadása fűződik a nevéhez. 1977-ben került kiadásra a Reptér című száma, amely tagadhatatlanul Korda legnépszerűbb dala mind a mai napig. 2022-ben kapták fel újra a dalt és azóta sem veszített népszerűségéből. A népszerűségét meglovagolva koncerteken rendre elhangzik kétszer is, valamint rengeteg remix készült hozzá. Ezek közül a Sterbinszky & MYNEA féle remix az egyik legnépszerűbb, amely elhangzott Timmy Trumpet ausztrál DJ magyarországi szettjeiben is.
Egy lánya van, aki 1978-ban született.
Az 1980-as évek elején ismerkedett meg Balázs Klári énekesnővel, akit rövidesen feleségül is vett. Kölcsönös inspirációjuk művészetük kiteljesedését, Korda esetében megújulását is jelentette. Néhány hónapos turnékkal tíz évet töltöttek Észak-Amerikában és Ausztráliában.
Kártyaszenvedélyéhez legendák fűződnek, a Sport TV-n pókermérkőzéseket közvetít sportriportertől szokatlan átéléssel.
2002-ben Záray Márta–Vámosi János Kulturális, Művészeti és Emlékezeti Alapítvány Díjat kapott. 2003-ban nagy sikert aratott Herendi Gábor filmjében, a Magyar vándorban. 2007 novemberében jelent meg A Korda-sztori címmel életrajzi kötete, melynek szerzője második felesége. Szintén 2007-ben Artisjus Zenei Életműdíjat kapott. 2009-ben egy pókerjátékost alakított Sas Tamás Szinglik éjszakája című filmjében.
2022-ben a Duna TV Csináljuk a fesztivált! című műsorának hetedik és nyolcadik évadában a zsűri tagja volt. Ugyanezen év szeptemberében Vujity Tvrtko Joseph Pulitzer-emlékdíjas újságíró bejelentette, hogy Kossuth-díjra javasolja az énekest. 2023-ban a májusi Budapest Parkos nagykoncertjükön feleségével együtt megkapták a Magyar Hangfelvétel-kiadók Szövetségétől (MAHASZ), a Fonogram Életműdíjat.

## Díjak, elismerések
- Táncdalfesztivál – Előadói díj (1967)
- Táncdalfesztivál – Közönségdíj (1968)
- Made in Hungary – Első díj (1969)
- Made in Hungary – Előadói díj (1972)
- Made in Hungary – Előadói díj (1973)
- eMeRTon-díj (1986)
- A Magyar Köztársasági Érdemrend kiskeresztje (1998)
- Záray Márta–Vámosi János Emlékdíj (megosztva Balázs Klárival, 2003)
- A Magyar Kultúra Lovagja (2004)
- A Magyar Köztársasági Érdemrend tisztikeresztje (2005)
- Artisjus Életműdíj (2007)
- Az MSZP Nőtagozatának Közéleti Díja (2009)[14]
- Gumizsiráf Életműdíj[15] (2013)
- Lyra-díj (2013)[16]
- Szenes Iván-életműdíj (2017)[17]
- Emberi Hang életműdíj (megosztva Balázs Klárival, 2018)[18]
- Budapest díszpolgára (2019)
- Fonogram Életműdíj (2023)
- Budapest Főváros II. kerület díszpolgára (2023)
- Erzsébetváros díszpolgára (2024)[19]
- Hungaroton Életműdíj (2024)
- Szenes Iván-díj (2024)
- Regionális Prima-díj (Pest vármegye / magyar zeneművészet kategória, 2024)

## Slágerei
- Búcsúszó (Gaetano Savio – Vándor Kálmán)
- Ne sírj ! (Blum József – Szenes Iván)
- Aki melletted él (Fényes Szabolcs–Szenes Iván)
- Bocsánat, hogyha kérdem (Aldobolyi Nagy György–Szenes Iván)
- Haver a nőkkel jól vigyázz (1977)
- Rozsda lepi már az emlékeimet
- Csak szép lehetek, de okos nem
- Fehér galamb
- Szeress úgy is, ha rossz vagyok (1988, Kaszás–Bradányi Iván)
- Gyöngéden ölelj át
- Szeretni kell (Nádas Gábor – Fülöp Kálmán)
- Találd ki gyorsan a gondolatom (1985, duett Balázs Klárival, Ofra Haza–Szenes Iván)
- Virágeső
- Reptér (1977, Máté Péter–S. Nagy István)
- Visszatérek én (Blum József–Vándor Kálmán)
- Lady Karnevál
- Fényben fürdött minden év (1976)
- Lady N (1980)
- Mamma Maria (eredeti Ricchi e Poveri, 1985)
- Barátok amíg élünk
- Maradj még duett Cserháti Zsuzsával (Barriere Allan–Bradányi Iván)
- Éljen a mama (Bradányi Iván–Eduardo Bannato)
- Nem vagyok ideges (1963, Deák Tamás–Halmágyi Sándor)
- Jolly Joker (1988, Wolf Péter – Fülöp Kálmán)
- Ha annyi forintosom lenne (1986, Gábor S. Pál–Bradányi Iván)
- Comment ca va (1999, Heer Elias Eddy–Bradányi Iván)
- Csinálj, amit akarsz[20]
- Pesti mese (Vigh Péter – Vallai Attila)
- Fiatalság bolondság (Pixa – Smithmusix)

## Diszkográfia
1990-re eladott lemezeinek száma elérte a kétmilliót, amiért abban az évben átvehette a gyémántlemezt. Minden eddig megjelent albuma aranylemez lett.
- Korda György (1970)
- Vágyom egy nő után (1970)
- Napfény kell a virágnak (1972)
- Mondd, hogy szép volt az este (1974)
- Boldog idők (1976)
- Én megálmodtalak (1977)
- Maradj még (1978)
- Lady N. (1980)
- Szeptember volt (1981)
- Aranyalbum (1982)
- Nézz rám és énekeljünk (1983)
- Válassz ki egy csillagot (1985)
- Forró éjszakák (1986)
- Egy kis romantika (1987)
- Sötét az utca (1989)
- Éljen a mama (1990)
- 35 éves jubileum (1994)
- Barátok, amíg élünk (1995)
- Gondolj a szép napokra (1997)
- Aranyalbum [CD] (1997)
- Virágeső (1998)
- Búcsúzz szépen el (1999)
- Ugye szeretsz még? (2004)
- Napfény kell a világnak (2005)

## Filmjei
- 2004 – Magyar vándor
- 2010 – Szinglik éjszakája
- 2017 – Pappa Pia

## Színházi szerepei
| Darab                    | Szerep | Színház          | Bemutató             | Forrás |
| ------------------------ | ------ | ---------------- | -------------------- | ------ |
| Szervusz Józsefváros     | N/A    | Budapest Varieté | 1960. október 18.    |        |
| Kenni vagy nem kenni?    | N/A    | Kamara Varieté   | 1961. február 3.     | [ 21 ] |
| Amikor Pest mesélni kezd | N/A    | Kamara Varieté   | 1961. szeptember 1.  |        |
| Csodaáruház              | eladó  | Tarka Színpad    | 1961. december 23.   | [ 22 ] |
| Cirkusz a varietében     | N/A    | Kamara Varieté   | 1964. április 10.    | [ 23 ] |
| Pesti lemezek            | N/A    | Kamara Varieté   | 1965. május 7.       | [ 24 ] |
| Maxi Show                | N/A    | Kamara Varieté   | 1970. december 11.   |        |
| Klub minden mennyiségben | N/A    | Kamara Varieté   | 1974. szeptember 20. |        |
| Sztriptíz-bár a Cityben  | N/A    | Karinthy Színház | 1991. május 24.      | [ 25 ] |

## Könyvek
- L. Dézsi Zoltán: A Korda. Az ország énekese; Free Spirit Publishing, Budapest, 2024